# Gebäude des Luftgaukommandos VII
Das Gebäude des Luftgaukommandos VII in der Prinzregentenstraße 28 in München ist ein in den Jahren 1937/38 nach Entwurf des Architekten German Bestelmeyer errichteter Monumentalbau. Nach dem Ende des Zweiten Weltkriegs wird es überwiegend vom Bayerischen Staatsministerium für Wirtschaft (jetzt Bayerisches Staatsministerium für Wirtschaft, Landesentwicklung und Energie) als Dienstgebäude genutzt. Bis zum Abzug der US-Truppen diente ein Teil als PX-Laden.

## Lage

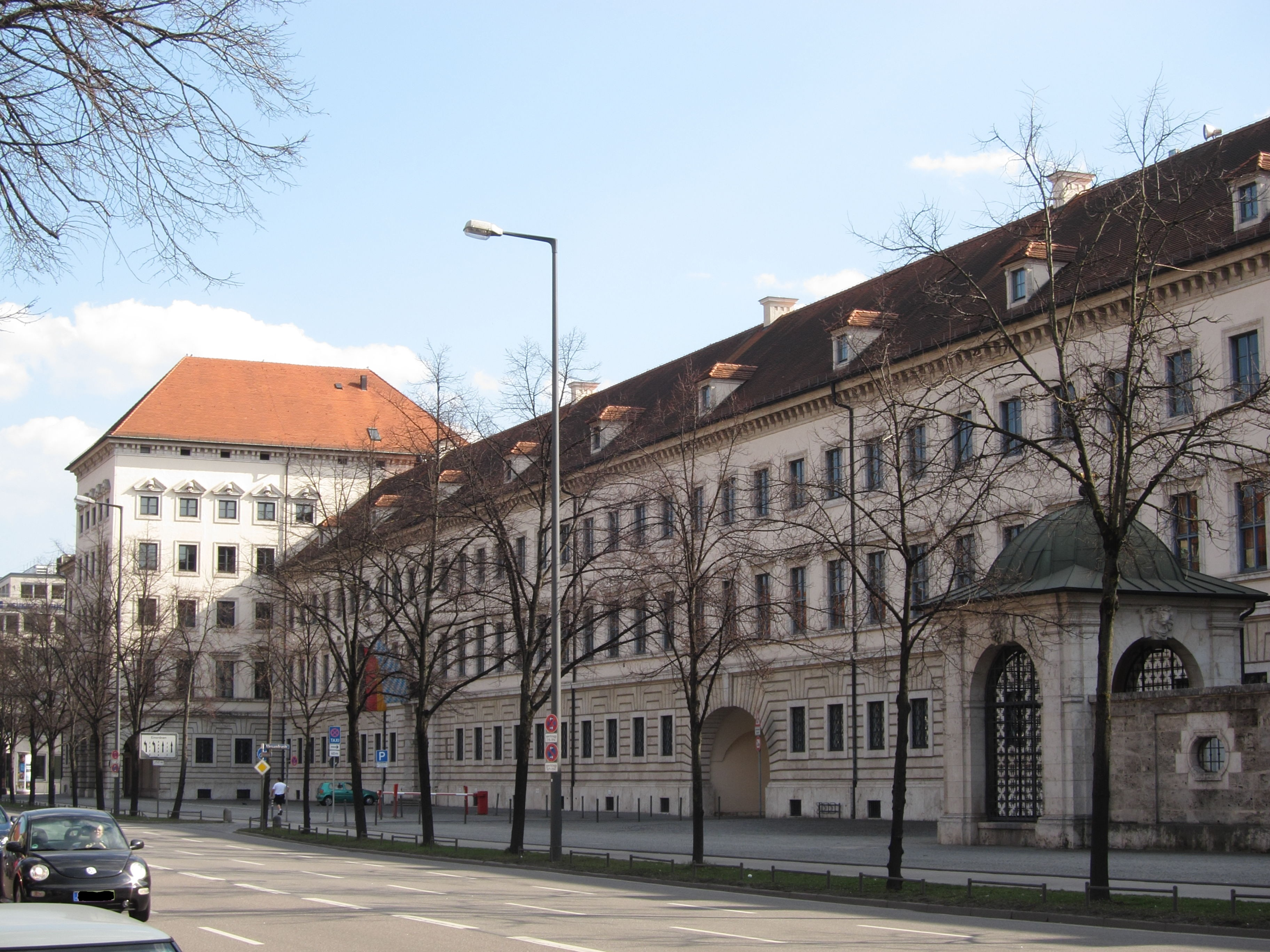
Luftgaukommando, jetzt Wirtschaftsministerium

Der Bau liegt gegenüber dem Bayerischen Nationalmuseum und füllt den größten Teil des Bereichs zwischen Oettingenstraße und Wagmüllerstraße aus. Die in Nord-Süd-Richtung verlaufende Alexandrastraße ist durch das Gebäude hindurch geführt.

## Bau

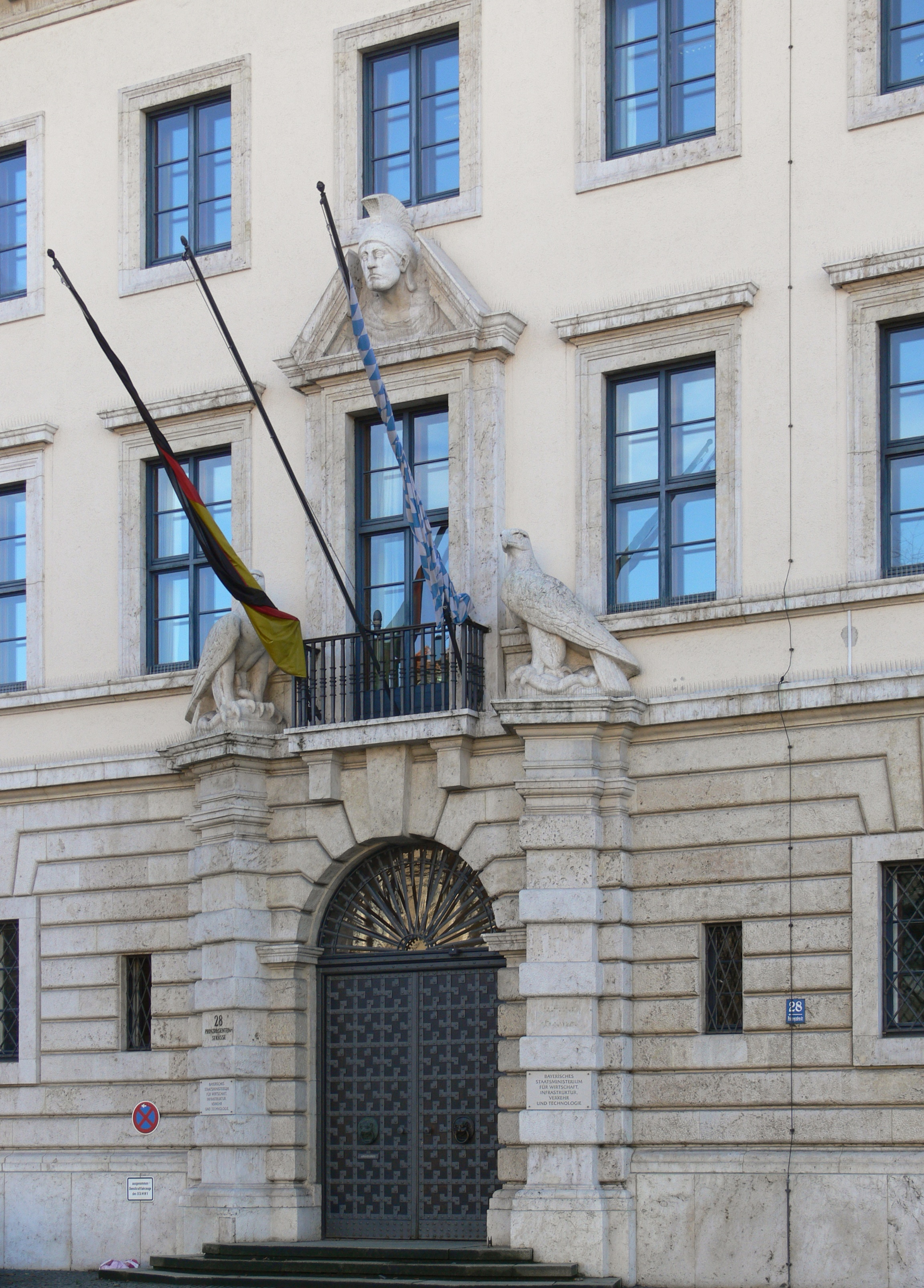
Das Portal

Das unter Denkmalschutz stehende (Denkmalliste D-1-62-000-5582) Gebäude in monumentalisierendem Repräsentationsstil mit 360 Fenstern zur Prinzregentenstraße ist 225 m lang. Der dreigeschossige Zentralbau mit rustiziertem Erdgeschoss liegt etwas zurückgesetzt und teilweise durch eine Gartenmauer und den Brunnentempel mit dem Pinienzapfenbrunnen von Joseph Wackerle von der Prinzregentenstraße getrennt und bildet gemeinsam mit dem Platz vor dem Nationalmuseum ein Forum, während die beiden höheren Flügelbauten bis nahe an die Straße reichen. Am Portal symbolisieren zwei Adler die Luftwaffe. An den Fenstersimsen sind Stahlhelme aus Beton angebracht und an der Fassade befinden sich (allerdings erst bei genauerem Hinsehen zu entdeckende) Hakenkreuzmuster.